# Het Houten Reclameblok
Het Houten Reclameblok is een verkiezing voor de meest irritante radioreclame, het is de tegenhanger van de Loden Leeuw op televisie. De verkiezing werd in november 2007 voor het eerst georganiseerd door de Coen en Sander Show op 3FM en werd jaarlijks uitgereikt tot en met 2014. Achterliggende gedachte van de verkiezing was een oproep aan reclamebureaus om de kwaliteit van radiocommercials te verbeteren.
Overigens bleek niet elke ontvanger van de prijs ontevreden te zijn met de extra aandacht die de uitreiking van de prijs met zich meebracht.
In 2015 hield de Coen en Sander Show op te bestaan op 3FM, daarmee lijkt er ook een einde te zijn gekomen aan deze prijs en het uitreiken ervan. Radar, dat ook de Loden Leeuw voor de irritantste tv-reclame uitreikt, nam de prijs in 2017 over en sindsdien krijgt de meest irritante radioreclame de Loden Radioleeuw. De prijs wordt sindsdien uitgereikt in Radio Radar, de radioversie van Radar, die wordt uitgezonden op NPO Radio 1

## Winnaars
| 2014 | 123Gold (123gold.nl 123gold.nl 123gold.nl)       |
| 2013 | ProRail                                          |
| 2012 | Spa Citron                                       |
| 2011 | Calvé                                            |
| 2010 | Orangina (aaaaaaaaaaa)                           |
| 2009 | Campina Goedemorgen drinkontbijt (heeeeeerlijk!) |
| 2008 | Ditzo                                            |
| 2007 | Centraal Beheer Achmea                           |